# リーグ・パーク (シンシナティ)
リーグ・パーク（League Park）は、アメリカのオハイオ州シンシナティにかつて存在した野球場。

## 歴史
アメリカン・アソシエーションのシンシナティ・レッドストッキングスの本拠地として、1884年5月1日にアメリカン・パーク（American Park）という名称で開場。しかしその日に観客席が崩落し1人が死亡する事故が発生した。死亡事故が発生した球場は、他にベイカー・ボウルなどがあるが、数少ない。また、リーグ・パークは歴史上初めてバックスクリーンが設置された球場でもある（1885年）。1890年にチームはナショナルリーグへ移籍し、球団名もレッズに変更した。それに伴い球場名もリーグ・パークに改称した。
1894年、リーグ・パークは一旦解体されたあと改築されて再開場した。1901年のシーズン終了後に火災で焼失してしまったため、跡地にパレス・オブ・ザ・ファンズが建てられた。
| 前本拠地： バンク・ストリート・グラウンズ 1882 - 1883 | シンシナティ・レッズの本拠地 1884 - 1901 | 次本拠地： パレス・オブ・ザ・ファンズ 1902 - 1911 |